# Santa Barbara FR 8
Der Kurzkarabiner Santa Barbara FR 8 ist eine spanische Mehrladerbüchse, die mit einem in Lizenz gefertigten Mauser System 98 ausgerüstet ist. Er gehört durch seine Verwendung im spanischen Militär zu den Ordonnanzwaffen. Bauartbedingt besitzt der FR 8 einen vergleichsweise starken Rückstoß, verursacht durch die Kombination aus verwendetem Kaliber, kurzem Lauf und geringem Gewicht. Das Kürzel FR steht für „fusil reformado“, was so viel wie überarbeitetes oder umgebautes Gewehr bedeutet.

## Verwendung
Bei Sammlern, Jägern und Sportschützen findet der FR 8 gleichermaßen seine Anhängerschaft und auch bei Wettkämpfen für Ordonnanzwaffen findet er Verwendung, obwohl bei Sportgewehren – auch Ordonnanzgewehren (siehe Schwedenmauser oder Mosin-Nagant 1891/30) – lange Läufe bevorzugt werden.

Standardmäßig besitzen einige „im Prinzip“ DSB-zugelassene Modelle, z. B. der britische ‚Dschungel-Karabiner’ (No. 5 Mk I) und die spanischen Kurz-Karabiner ‚FR7’ und ‚FR8’, eine Mündungsbremse (Mündungsfeuerdämpfer). Will ein Schütze eine der oben genannten Modelle beim DSB-Wettbewerb verwenden, so muss die Mündungsbremse entfernt werden. Trotz der baulich bedingten Nachteile beträgt der Streukreis aus einer Entfernung von 100 Metern etwa 5 cm. Jäger schätzen die Waffe wegen der kompakten Bauweise und der dadurch gegebenen Führigkeit.

## Geschichte
Ab 1950 wurde bei der spanischen Armee das CETME-Selbstladegewehr eingeführt. Aus anfänglichem Mangel an neuen Waffen für Trainings- und Ausbildungszwecke sowie für den Einsatz bei nicht kämpfenden Truppenteilen, der Guardia Civil und paramilitärischen Einheiten entstand die Idee, vorhandene Bestände von Mauser-Repetiergewehren der Modelle 1916 und 1943 nach dem Erscheinungsbild des CETME-Selbstladers umzubauen. Der Auftrag ging an die Fabrica De Armas La Coruña S.A. Aus den 1916er-Modellen wurde der FR 7, aus den 1943er-Modellen der FR 8 gebaut. Die Karabiner FR 8 wurden bis in die 1970er-Jahre hinein von berittenen Einheiten der Guardia Civil in der Sierra Nevada geführt, da sich die Waffe durch ihre kompakte Bauweise ausgezeichnet quer hinter dem Sattel verstauen ließ.

## Funktionsprinzip
Der Karabiner FR 8 funktioniert nach dem Mauser-Repetiersystem. Die Verriegelung erfolgt über einen Drehzylinderverschluss mit zwei Verriegelungswarzen im Hülsenkopf sowie einer weiteren Sicherheitswarze vor dem Kammerstängel.

## Ausstattung
Die Waffe verfügt über alle Ausstattungsmerkmale von Ordonnanzwaffen. Darüber hinaus ist sie mit einem verstellbaren, mit einem massiven Schutz versehenen Korn und einer militärischen Visierung aus einer veränderbaren Kombination von Kimme (Reichweite bis 100 m) und Diopterlöchern (für Reichweiten von 200, 300 und 400 m) ausgestattet. Das Korn ist exzentrisch drehbar auf einem Gewinde gelagert, wie dies auch bei der Maschinenpistole Uzi der Fall ist. Dadurch kann das Korn beim Justieren sowohl in der Höhe als auch seitwärts verstellt werden. 
Weiterhin wurde der Lauf mit Mündungsgewinde M 15 × 1,00 mm versehen, auf welches ein Mündungsfeuerdämpfer aufgeschraubt ist. Unter dem Lauf befindet sich eine zylindrische Hülse zur Aufnahme von Putzutensilien. Der Mündungsfeuerdämpfer und die Hülse dienen darüber hinaus zur Aufnahme des Cetme-Macheten-Bajonetts des FR 8. Vor dem Korntunnel wurde um den Lauf herum in einer Nut ein Sprengring montiert. Dieser dient optional zum Verschießen von Gewehrgranaten, wie dies auch beim Heckler & Koch G3 der Fall ist. Das Kastenmagazin hat eine Kapazität von fünf Schuss. Das Laden der Patronen kann entweder einzeln oder mit Hilfe eines Ladestreifen erfolgen. Dabei ist zu beachten, dass der passende Ladestreifen eine Breite von 12 mm haben muss, da die sonst beim System Mauser 98 verwendeten Ladestreifen über eine Breite von 14 mm verfügen und somit nicht in die vorgesehene Führungsnut des FR8 passen, dies hängt mit der Verwendung einer kleineren Patrone zusammen. Zur Ausstattung gehören ein Leder- oder ein Leinenwebtrageriemen, Putzzeug und das Bajonett.

Santa Barbara FR 8
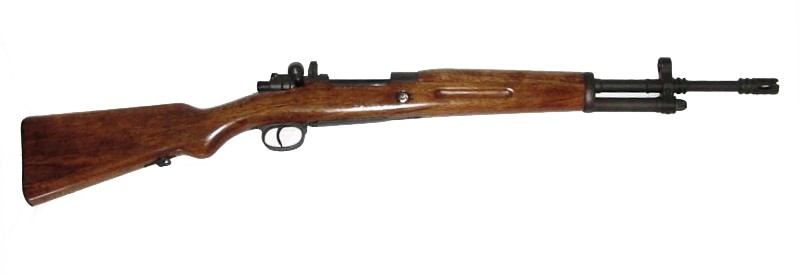
FR 8
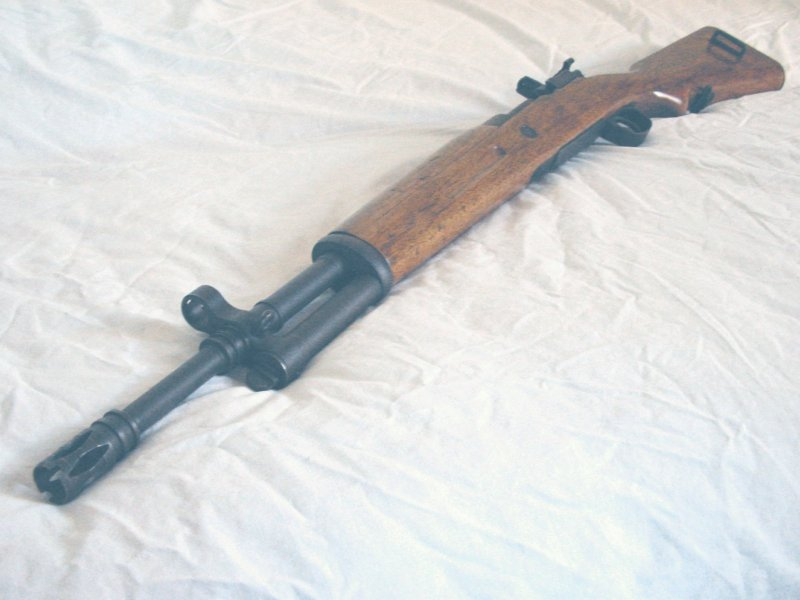
FR 8
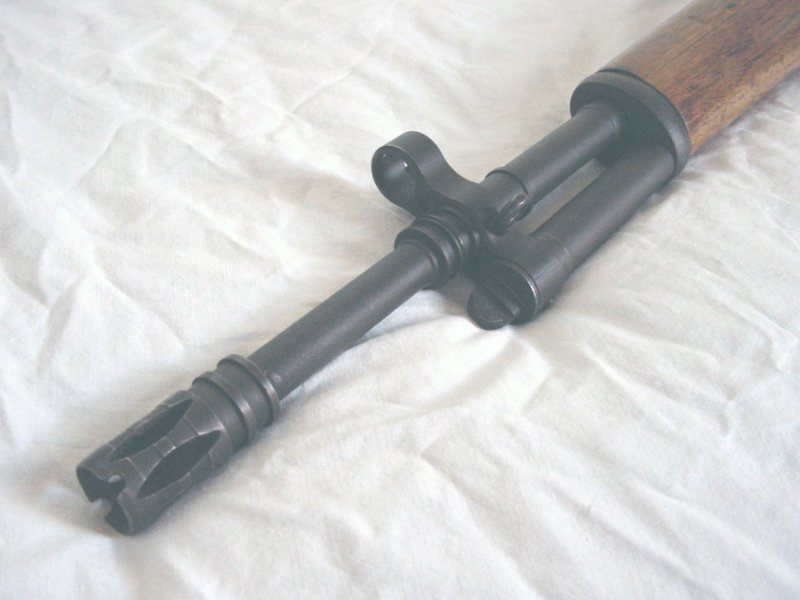
FR 8
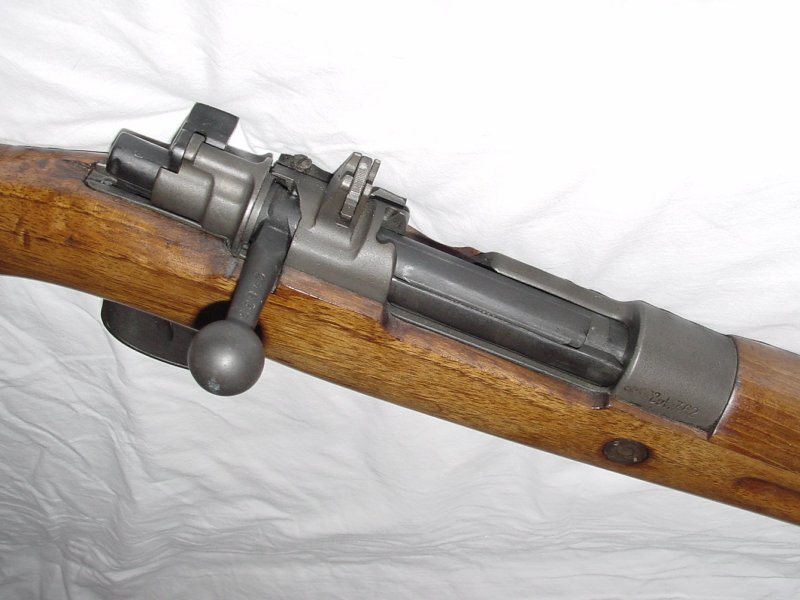
FR 8
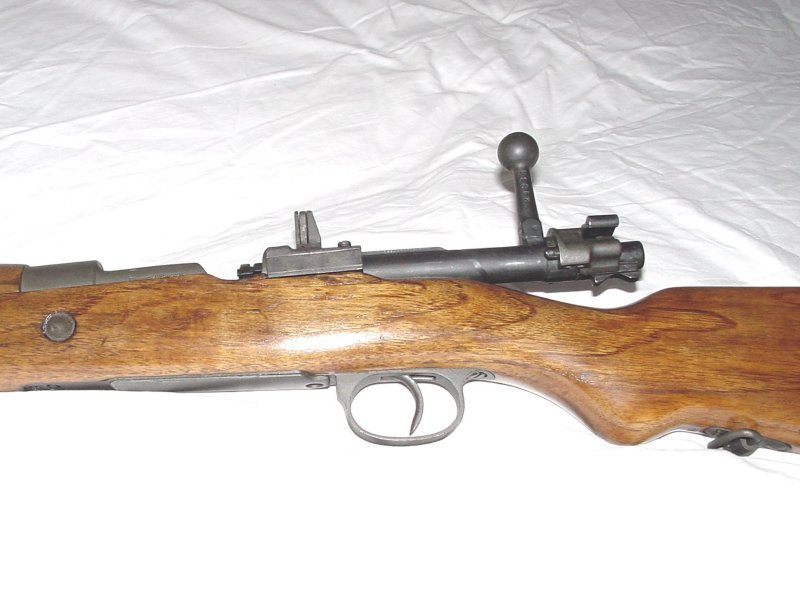
FR 8
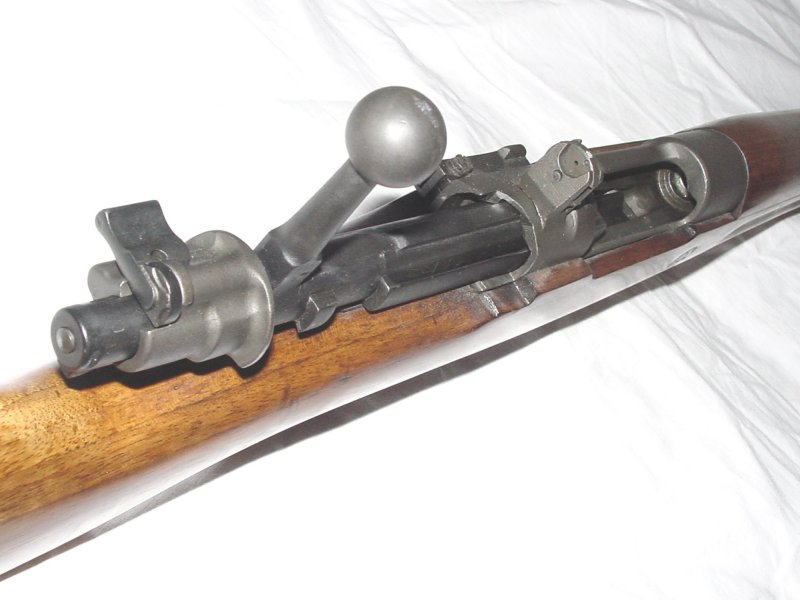
FR 8
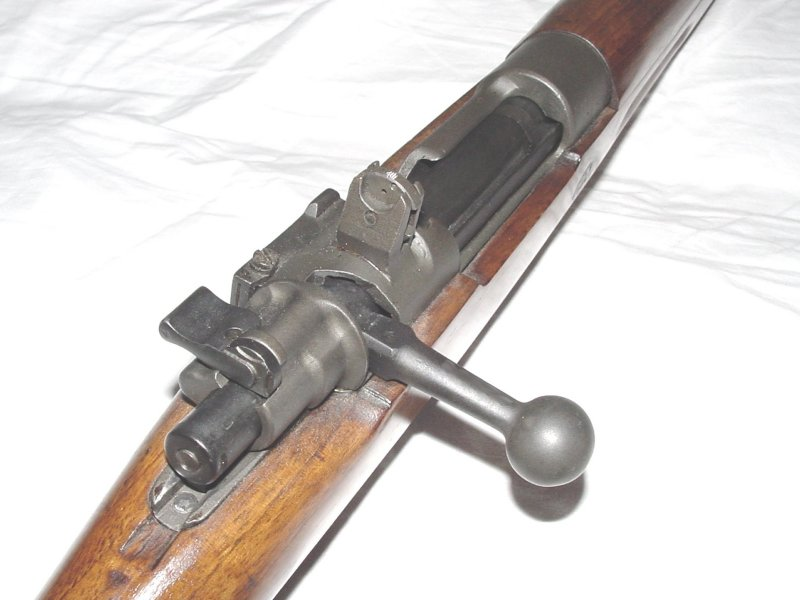
FR 8
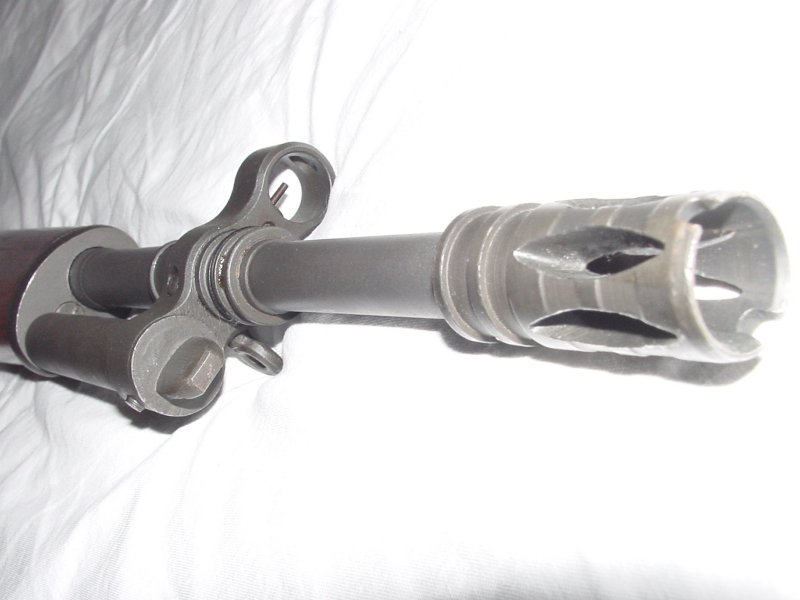
FR-8-Mündungsfeuerdämpfer
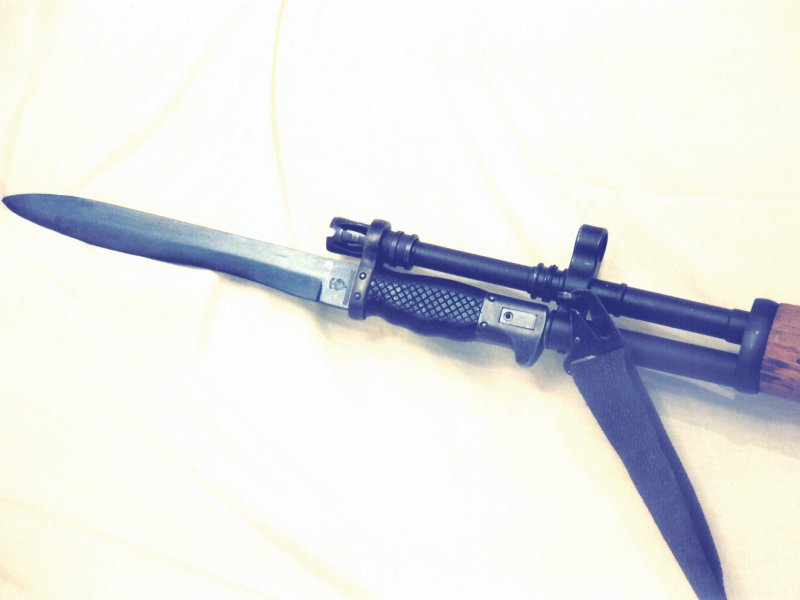
FR 8 mit aufgepflanztem Bajonett
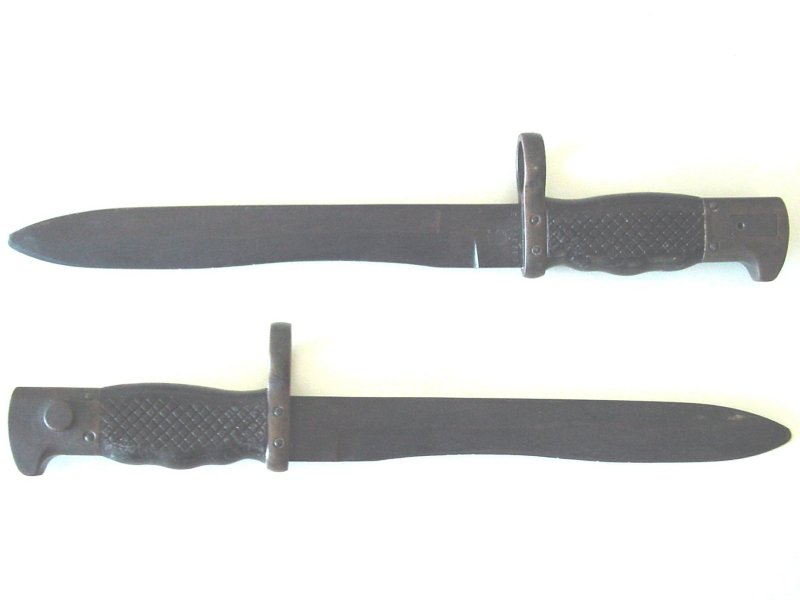
CETME-Bajonett FR 8
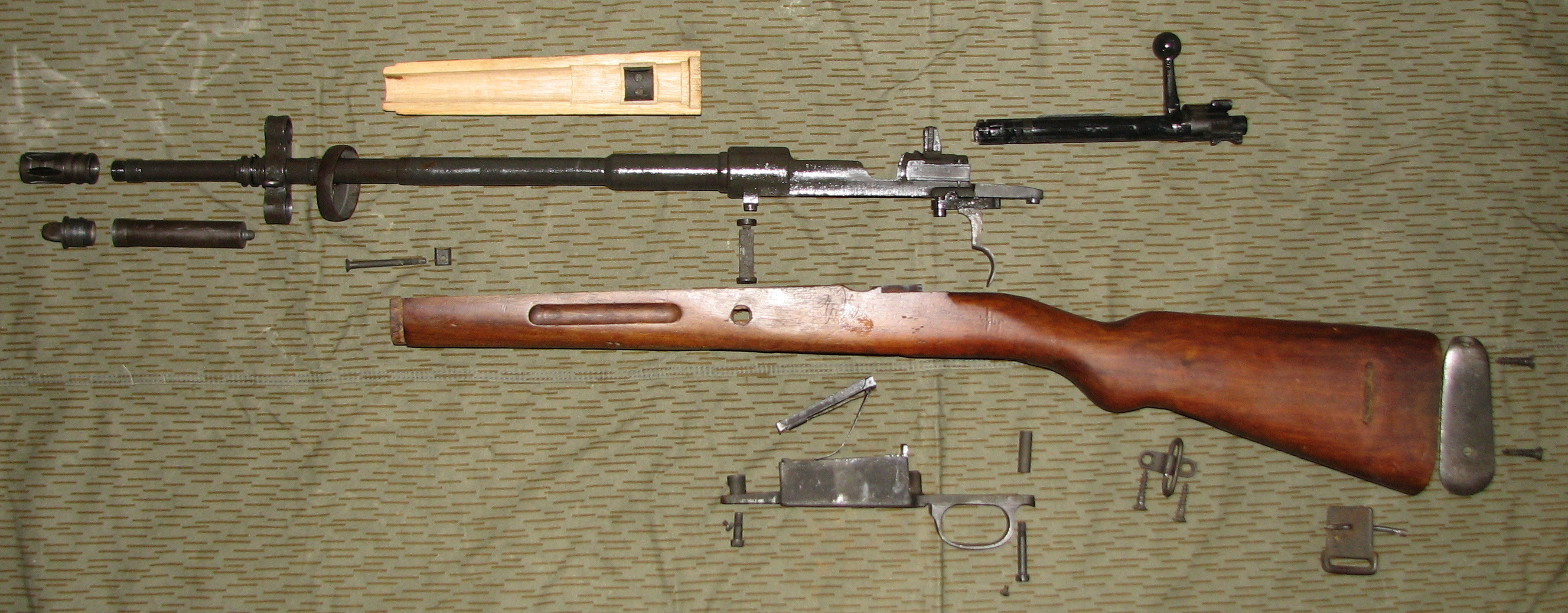
Zerlegter FR-8
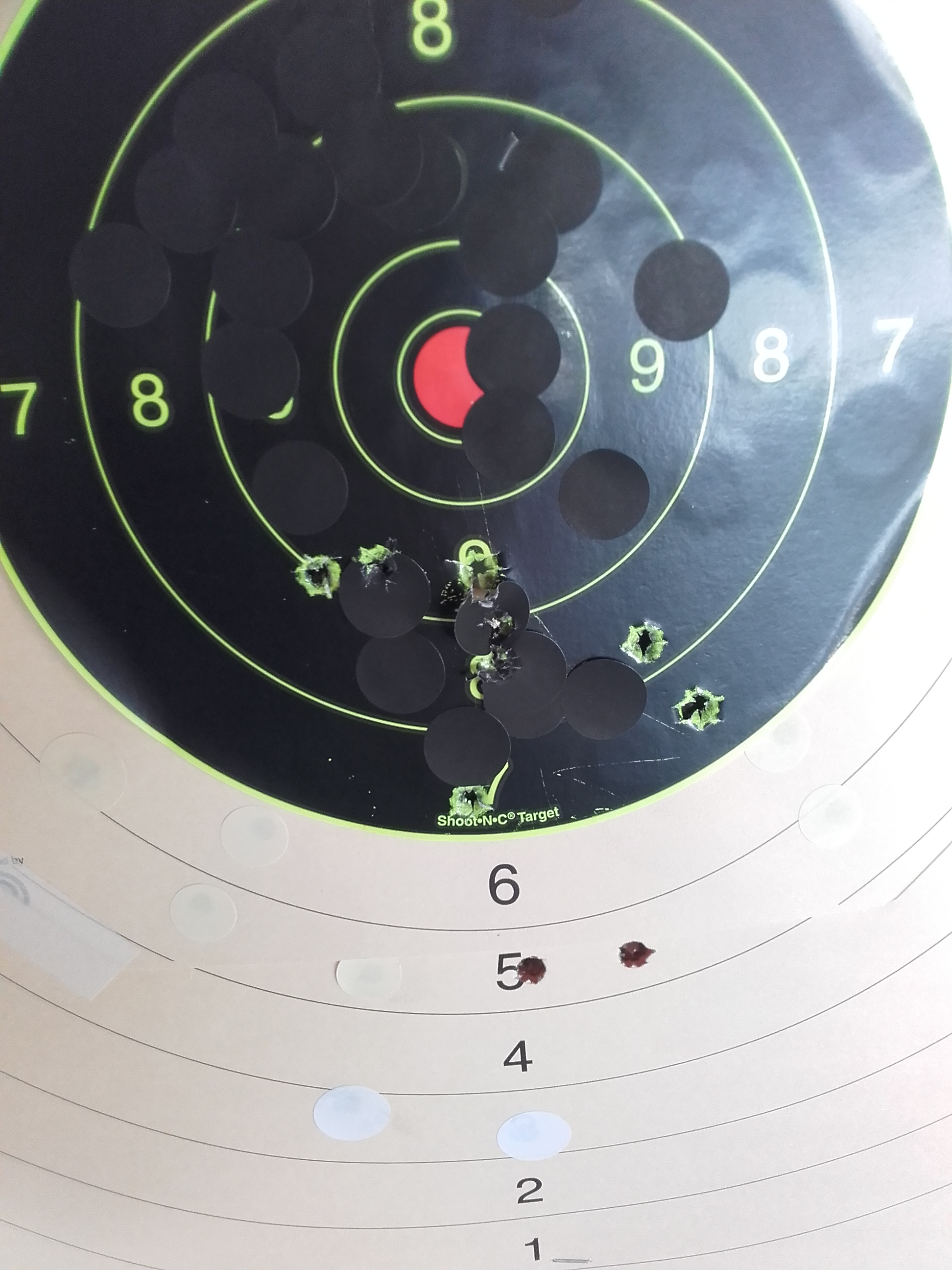
Trefferbild 100 m aufgelegt mit 2 Schuss Probe